# Linia kolejowa Panský – Krásná Lípa
Linia kolejowa Panský – Krásná Lípa – jednotorowa, regionalna i niezelektryfikowana linia kolejowa w Czechach. Łączy stację Krásná Lípa i Panský. W całości znajduje się na terytorium kraju usteckiego.